# Parallelia berioi
Parallelia berioi är en fjärilsart som beskrevs av Pierre E.L. Viette 1968. Parallelia berioi ingår i släktet Parallelia och familjen nattflyn. Inga underarter finns listade i Catalogue of Life.